# Plounéour-Ménez
Plounéour-Ménez är en kommun i departementet Finistère i regionen Bretagne i västra Frankrike. Kommunen ligger i kantonen Saint-Thégonnec som tillhör arrondissementet Morlaix. År 2022 hade Plounéour-Ménez 1 298 invånare.

## Befolkningsutveckling
Antalet invånare i kommunen Plounéour-Ménez
Referens:INSEE